# Le Voyageur de la Toussaint (film)
Pour les articles homonymes, voir Le Voyageur de la Toussaint (homonymie).
Pour plus de détails, voir Fiche technique et Distribution.
Le Voyageur de la Toussaint est un film franco-italien, réalisé par Louis Daquin, sorti sur les écrans en 1943. Il s'agit d'une adaptation du roman policier éponyme de Georges Simenon écrit en 1941. L'histoire se déroule à La Rochelle. 

## Synopsis
Gilles Mauvoisin, qui vient de perdre ses parents débarque à La Rochelle dont sa famille est originaire. Il apprend alors qu'il est l'unique héritier de son oncle Octave Mauvoisin, un riche homme d'affaires. Il fait la connaissance de ceux que toute la ville appelle « le syndicat » : le notaire, Plantel, Babin, Gérardine Eloi… 
Il apparait qu'ils avaient tous été contraints par Octave Mauvoisin a partager leurs affaires, sous la menace de révéler divers secrets. Les preuves seraient enfermées dans un coffre fort dont Gilles Mauvoisin a la clé mais non la combinaison.
Colette Mauvoisin, la veuve d'Octave et le docteur sont suspectés d'avoir une liaison et lorsque l'épouse du docteur meurt soudainement, des accusations d'empoisonnement sont lancées contre lui. Puis, l'autopsie du corps d'Octave Mauvoisin révèle qu'il a été empoisonné. Colette est inculpée…
Gilles Mauvoisin réussit à ouvrir le coffre fort et découvre les secrets des uns et des autres…

## Fiche technique
- Titre français : Le Voyageur de la Toussaint
- Titre italien : Il viaggiatore d'Ognissanti
- Réalisateur : Louis Daquin, assisté de Guy Decomble
- Scénario et dialogues : Marcel Aymé, d'après le roman éponyme de Georges Simenon
- Directeur de production : Jean Faurez
- Société de production : Francinex
- Photographie : André Thomas
- Son : Jacques Vacher
- Musique : Jean Wiener et Roger Désormière
- Décorateur : René Moulaert
- Montage : Suzanne de Troeye
- Script-girl : Jeanne Witta
- Film franco-Royaume d'Italie
- Durée : 102 minutes
- Genre : policier

## Distribution
- Assia Noris : Colette Mauvoisin (veuve d'Octave Mauvoisin)
- Jules Berry : Plantel (Armateur)
- Gabrielle Dorziat : Gérardine Éloi (Tante de Gilles Mauvoisin)
- Guillaume de Sax : Babin
- Jean Desailly : Gilles Mauvoisin
- Simone Valère : Alice Lepart
- Serge Reggiani : Bob Éloi
- Mona Dol : Jaja (patronne du café)
- Christiane Ribes : Armandine
- Clary Monthal : Mme Lepart
- Hubert Prelier : le docteur
- Marie-Hélène Dasté : la femme du docteur
- Ginette Curtey : une des demoiselles Éloi
- Louis Seigner : notaire
- Paul Frankeur : Employé de la compagnie d'autocars
- Jean Daurand un client du bar
- Simone Signoret : une amie
- Albert Rémy : l'ivrogne
- Guy Decomble : un marin
- Jacques Castelot : Jean Plantel (fils de l'armateur)
- Roger Karl : Patron du journal
- Jean-Marie Boyer : le crieur de journaux
- Martial Rebes : Lepart (Comptable de la compagnie d'autocars)
- Alexandre Rignault : Inspecteur de police (frère de la bonne de Mauvoisin)